# جامعة آيتشي بونكيو
جامعة آيتشي بونكيو (باليابانية: 愛知文教大学) هي جامعة خاصة تقع في مدينة كوماكي بمحافظة آيتشي في اليابان. تأسست في عام 1998. تقع الجامعة بجوار جامعة ناجويا زوكي، وترتبط بكلية آيتشي بونكيو النسائية.